# Calliandra decrescens
Espèce
Synonymes
- Anneslia guildingii Britton & Rose[2]
- Calliandra decrescens Killip & J.F.Macbr.[2]
- Feuilleea guildingii Kuntze[2]

Statut de conservation UICN

 VU D2 : Vulnérable
Calliandra decrescens est une espèce de plantes à feurs de la famille des Fabaceae.

## Publication originale
- Publications of the Field Museum of Natural History, Botanical Series 13(3/1): 71. 1943.